# Atletica leggera ai Giochi della II Olimpiade - Salto in alto
La gara del salto in alto dei Giochi della II Olimpiade si tenne il 15 luglio 1900 a Parigi, in occasione dei secondi Giochi olimpici dell'era moderna.

## L'eccellenza mondiale
I migliori atleti superano l'1,90. I due migliori atleti in attività sono irlandesi: Pat Leahy (1,968 metri nel 1898) e Pat Davin (1,950 m nello stesso anno). Leahy ha vinto il titolo britannico nel 1898 e nel '99. Il migliore degli americani è Irving Baxter (1,918 m il 30 maggio). Baxter ha vinto il titolo nazionale negli ultimi tre anni (1897-98-99). Poche settimane prima dei Giochi ha partecipato ai campionati britannici, battendo proprio Leahy con 1,88 m.

## La gara
La competizione è prevista di domenica. La scelta degli organizzatori spinge gli atleti anglo-americani a disertare la gara. Cinque università USA proibiscono ai propri atleti di scendere in campo. Non si presentano: Walter Carroll (personale di 1,88 metri) e William Remington (accreditato di 1,80 m). È presente invece il migliore degli americani, Irving Baxter, primatista mondiale stagionale con 1,918 m.

Baxter non ha rivali e vince con un distacco di 12 cm sul migliore degli europei, l'irlandese Pat Leahy. Dopo la fine delle ostilità tenta di stabilire il nuovo record nazionale USA di 1,97 m, ma i suoi tentativi non sono fortunati.

## Risultati

### Finale
Ore 15,45.
| Pos     | Atleta               | Età | Nazione       | Misura | Note            |
| ------- | -------------------- | --- | ------------- | ------ | --------------- |
| Oro     | Irving Baxter        | 24  | Stati Uniti   | 1,90   | Record olimpico |
| Argento | Pat Leahy            | 23  | Gran Bretagna | 1,78   |                 |
| Bronzo  | Lajos Gönczy         | 19  | Ungheria      | 1,75   |                 |
| 4       | Carl Albert Andersen | 24  | Norvegia      | 1,70   |                 |
| 4       | Eric Lemming         | 20  | Svezia        | 1,70   |                 |
| 4       | Waldemar Steffen     | 28  | Germania      | 1,70   |                 |
| 7       | Léon Monnier         |     | Francia       | 1,60   |                 |
| 8       | Tore Blom            | 20  | Svezia        | 1,50   |                 |